# Lavendel (Gattung)
Lavendel (Lavandula) ist eine Pflanzengattung in der Familie der Lippenblütler (Lamiaceae). Die 28 bis 37 Arten sind von Makaronesien über den Mittelmeerraum bis Westasien und auf dem Indischen Subkontinent verbreitet. Wirtschaftlich bedeutend sind der Echte Lavendel (Lavandula angustifolia), der Speik-Lavendel (Lavandula latifolia) und der Lavandin (Lavandula hybrida).

## Beschreibung

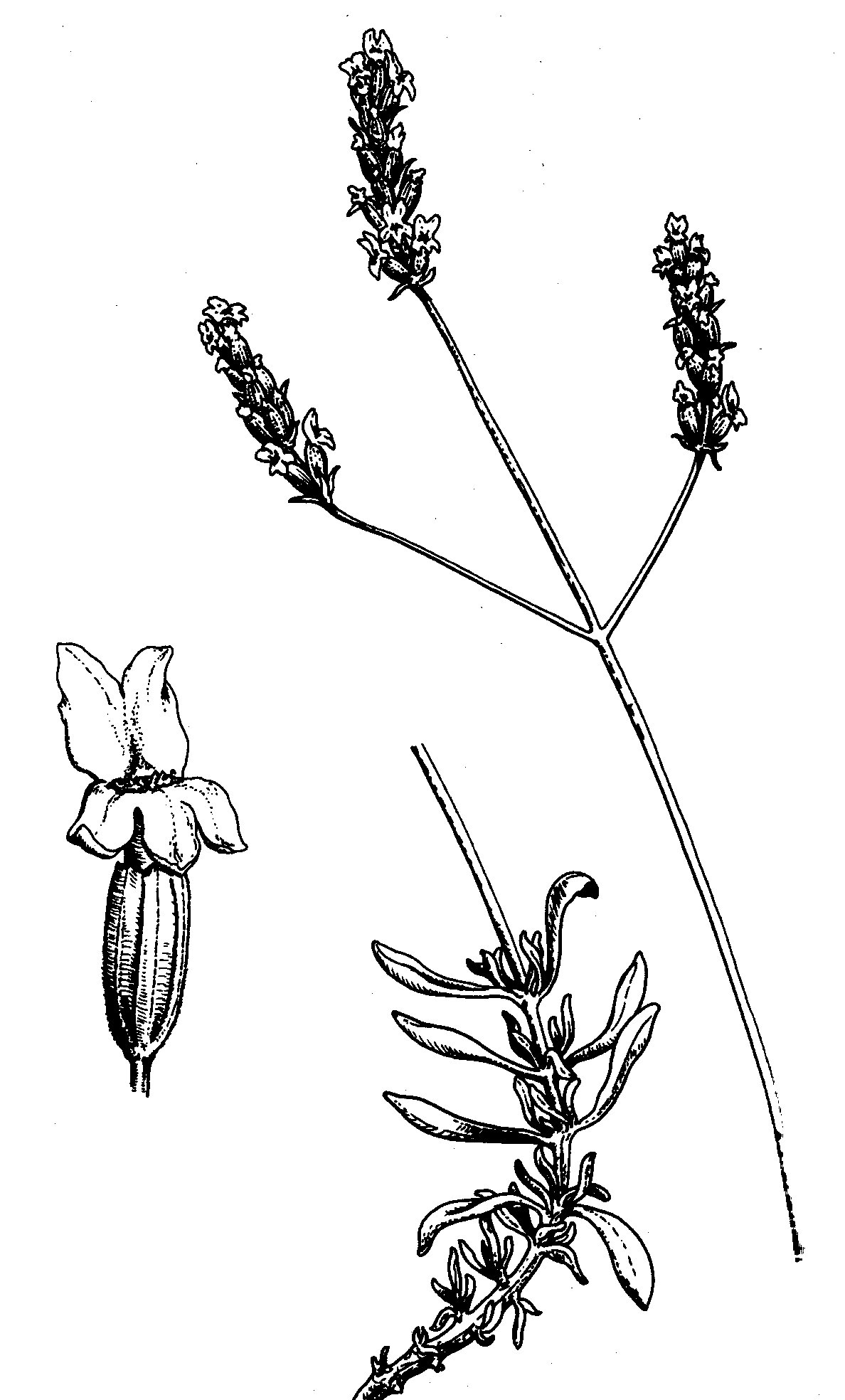
Illustration des Breitblättrigen Lavendels (Lavandula latifolia)

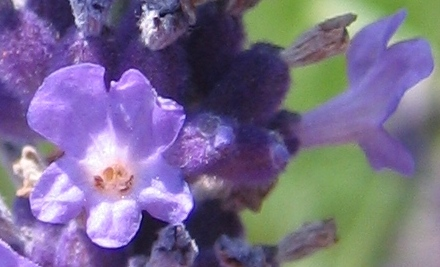
Sektion Lavandula: Zygomorphe Blüte des Echten Lavendels (Lavandula angustifolia) mit zweilippiger Krone

### Vegetative Merkmale
Die Lavendel-Arten sind Halbsträucher, kleine Sträucher oder selten ausdauernde krautige Pflanzen. Junge Zweige sind oft vierkantig. Alle Pflanzenteile enthalten ätherische Öle.
Die aromatisch duftenden, gegenständig bis wirtelig angeordneten, ungestielten Laubblätter sind ganzrandig, selten gezähnt oder fiederschnittig, und häufig dicht behaart.

### Generative Merkmale
In endständigen, lang gestielten Scheinähren stehen Halbquirle. In den Achseln von oft häutigen oder bunten Tragblättern, die sich deutlich von den Laubblättern unterscheiden und die Blütenkelche kaum überragen, stehen in den Halbquirlen meist drei bis fünf (ein bis zehn) Blüten zusammen. Wenn Deckblätter vorhanden sind, dann sind sie relativ klein. Die Blüten sind kurz gestielt oder fast sitzend.
Die zwittrigen Blüten sind zygomorph und fünfzählig mit doppelter Blütenhülle. Die fünf Kelchblätter sind verwachsen mit meist 13 (8 bis 15) Nerven; die Kelchröhre ist walzlich, seine Oberlippe ist meist einzähnig und die Unterlippe vierzähnig. Die Kelchzähne sind klein, der obere trägt an der Spitze ein herzförmiges oder verkehrt-eiförmiges Anhängsel. Die fünf Kronblätter sind zu einer zweilippigen Krone verwachsen, die meist eine intensiv blaue bis violette Farbe aufweist. Die Oberlippe hat zwei, die Unterlippe drei rundliche, flache oder leicht zurückgebogene Kronzipfel. Es gibt zwei längere und zwei kürzere Staubblätter, die alle fruchtbar und vorne gebogen sind. Staubblätter und Griffel sind kürzer als die Kronröhre und daher nicht sichtbar. Zwei Fruchtblätter sind zu einem oberständigen Fruchtknoten verwachsen, der durch eine falsche Scheidewand in vier Teile geteilt wird. Der einfache Griffel hat zwei flache, eiförmige Narbenlappen.
Die Klausenfrüchte zerfallen in vier dünnschalige, glänzende Klausen, die eine kleine, grund- bis rückenständige Ansatzfläche (Areole) aufweisen.

## Ökologie
Die Bestäubung erfolgt durch Insekten (Entomophilie) oder Vögel (Ornithophilie).

## Systematik und Verbreitung

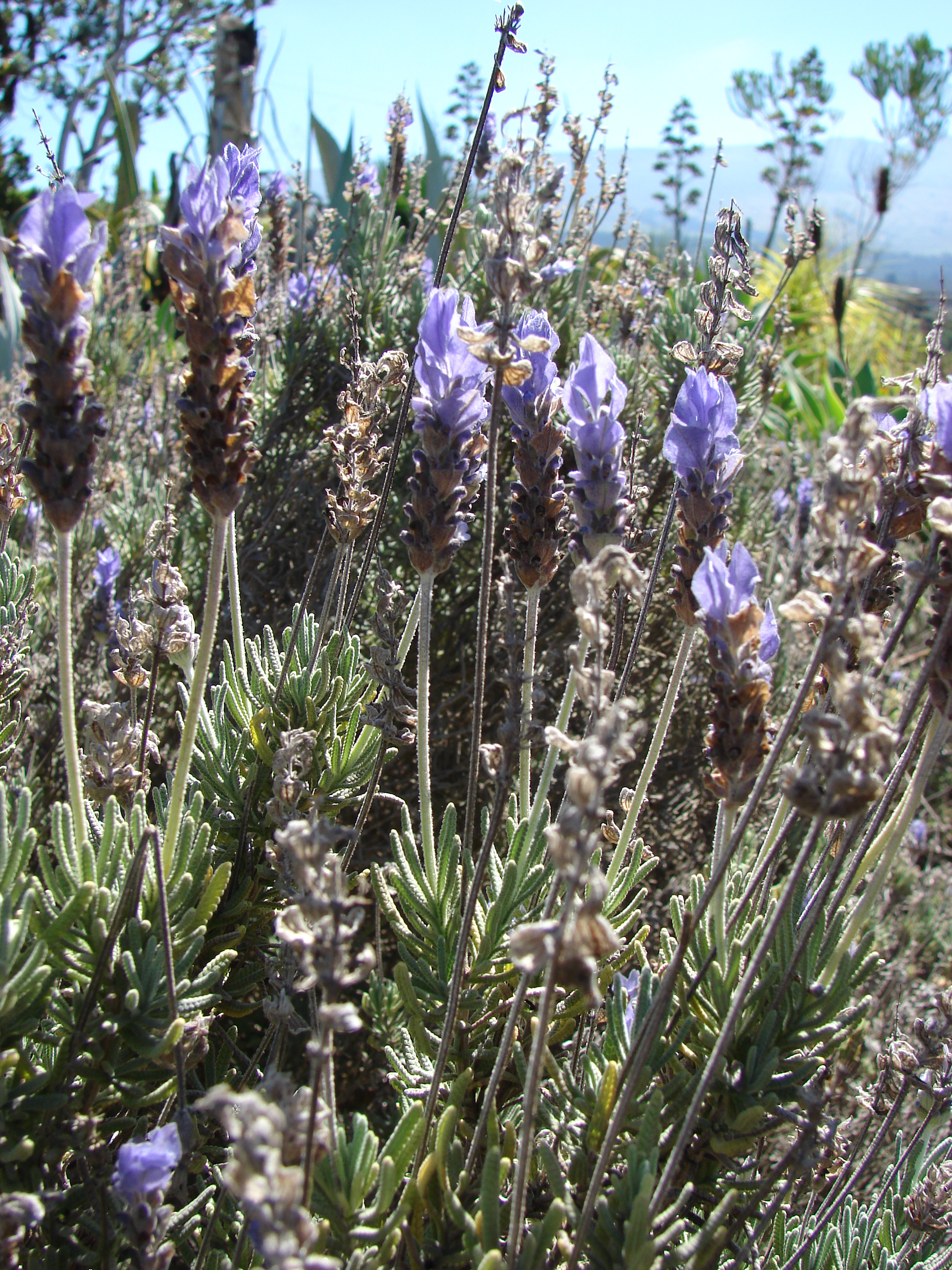
Sektion Dentatae: Französischer Lavendel (Lavandula dentata)

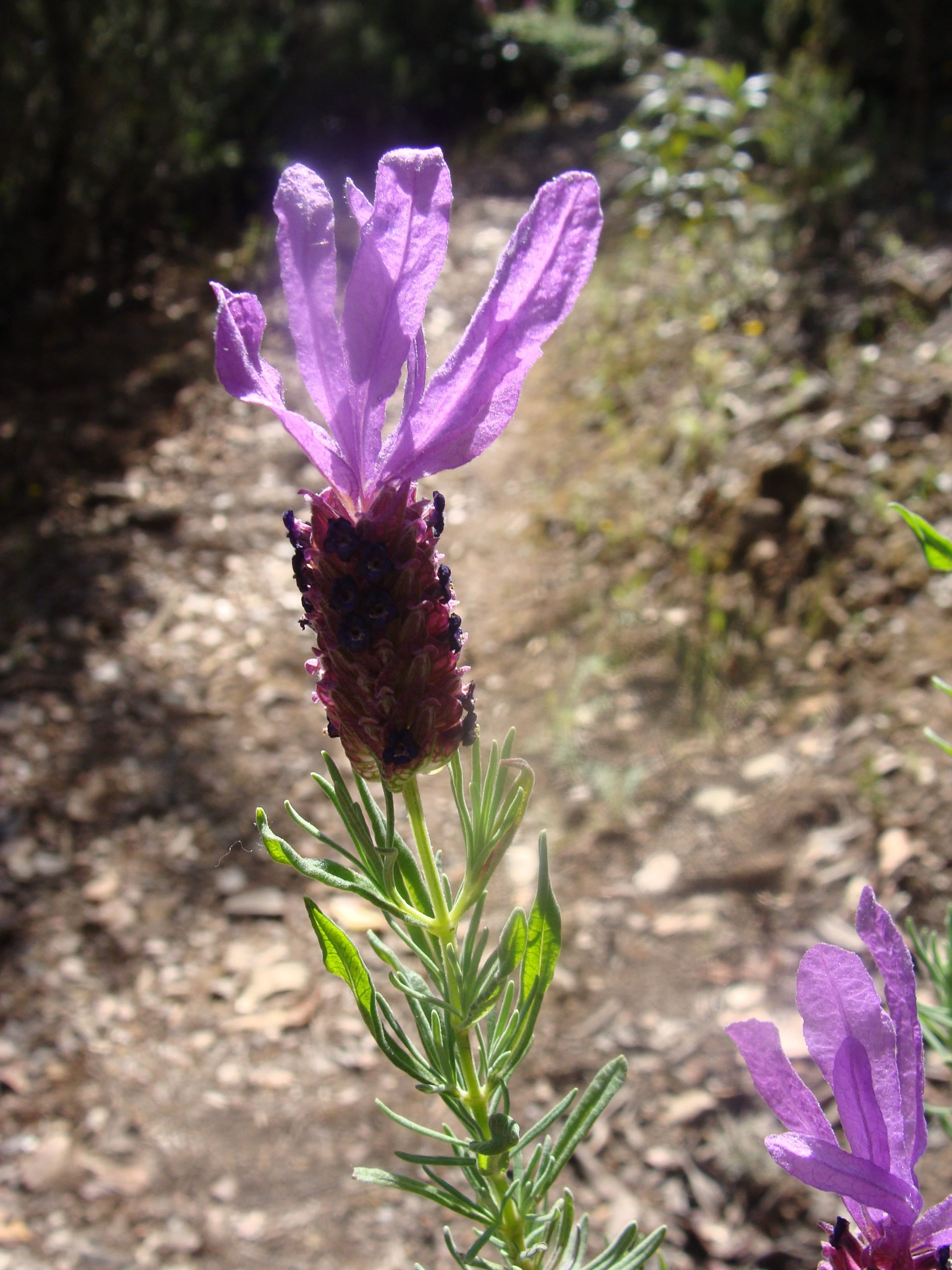
Sektion Stoechas: Schopf-Lavendel (Lavandula stoechas)

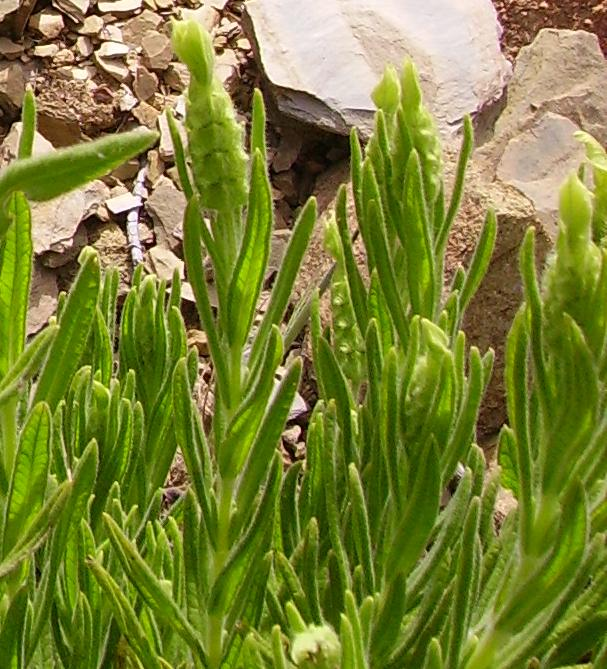
Sektion Stoechas: Lavandula viridis

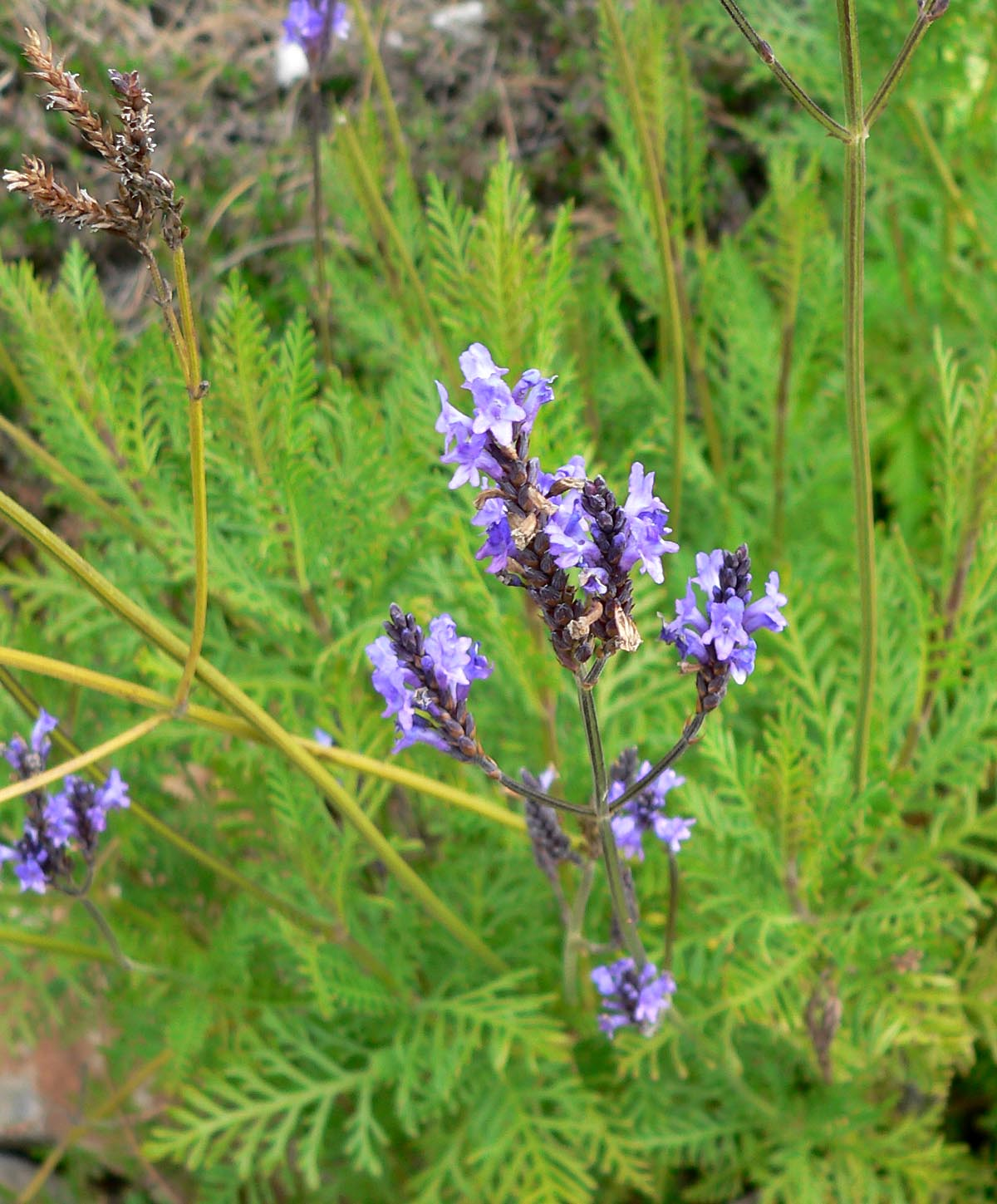
Sektion Pterostoechas: Lavandula canariensis

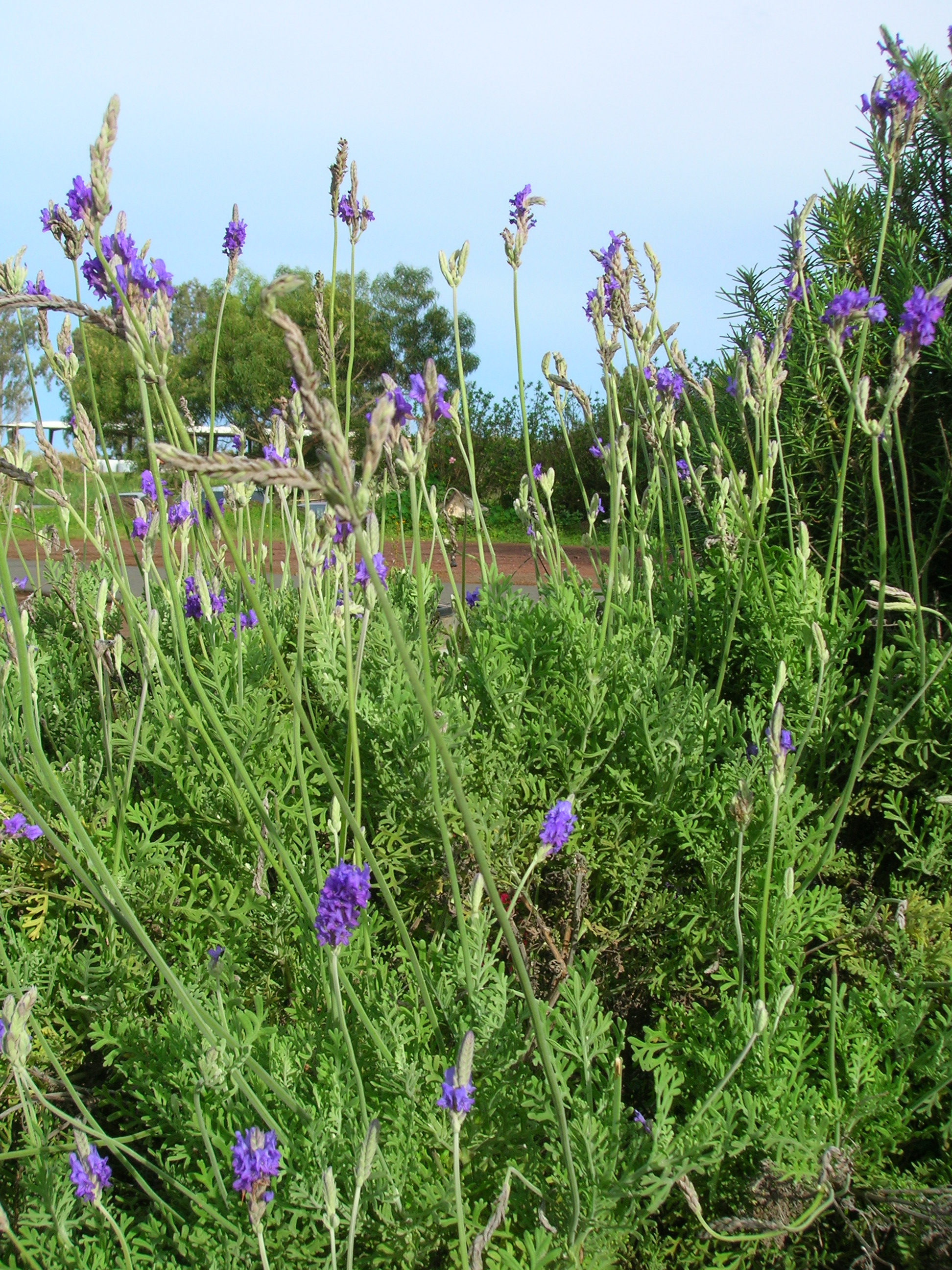
Sektion Pterostoechas: Farnblättriger Lavendel (Lavandula multifida)

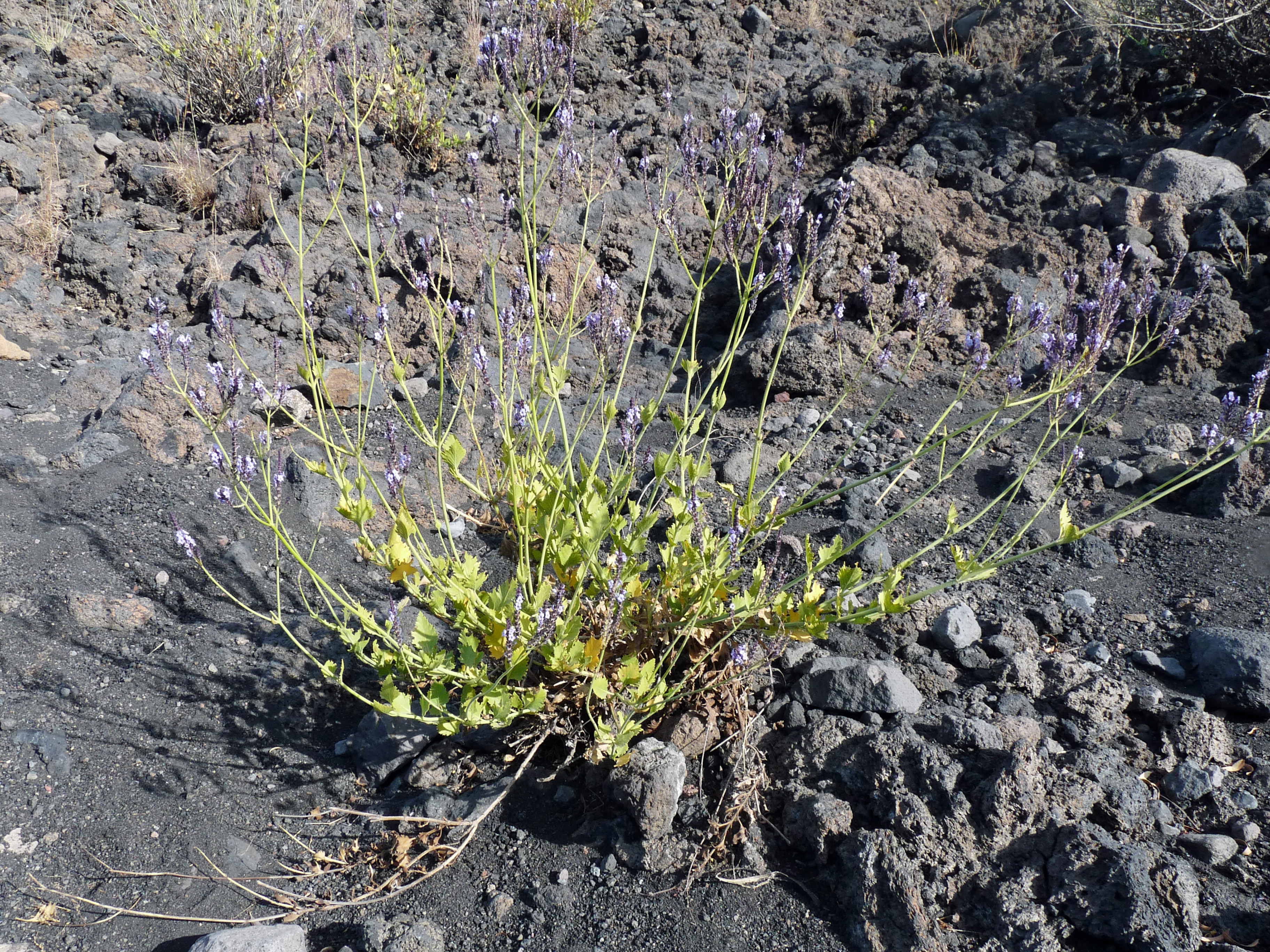
Sektion Pterostoechas: Lavandula rotundifolia

Die Gattung Lavandula wurde 1753 durch Carl von Linné in Species Plantarum aufgestellt.
Synonyme für Lavandula L. sind: Chaetostachys Benth., Fabricia Adans., Isinia Rech. f., Sabaudia Buscal. & Muschl., Stoechas Mill., Styphonia Medik.
Die Gattung Lavandula gehört zur Untertribus Lavandulinae der Tribus Ocimeae in der Unterfamilie Nepetoideae innerhalb der Familie Lamiaceae.
Die Gattung Lavandula kommt wild auf den atlantischen Inseln, im Mittelmeerraum, Afrika, Südwestasien bis Indien vor. Sieben Arten kommen in Europa vor. Vereinzelte eingebürgerte Bestände des Echten Lavendels existieren auch nördlich der Alpen.
Die Gattung Lavandula wird in drei Untergattungen und acht Sektionen gegliedert und enthält 28 bis 37 Arten:
- Untergattung Lavandula:
  - Sektion Lavandula:
    - Echter Lavendel (Lavandula angustifolia Mill.): Die zwei Unterarten kommen vom nordöstlichen Spanien über Frankreich bis Italien vor. Er ist in vielen Gebieten ein Neophyt.[1] Ein Synonym war Lavandula officinalis Chaix et Vill.
    - Wolliger Lavendel (Lavandula lanata Boiss., Synonyme: Lavandula spica var. tomentosa Lundmark, Lavandula spica var. lanigera Webb, Lavandula tomentosa (Lundmark) Pau): Er kommt nur im südlichen Spanien vor.[1]
    - Breitblättriger Lavendel (Lavandula latifolia Medik.): Er ist von Spanien bis Italien verbreitet.[1]

  - Sektion Dentatae Suarez-Cerv. & Seoane-Camba:
    - Französischer Lavendel (Lavandula dentata L.): Er ist im westlichen Mittelmeerraum, im nordöstlichen Afrika und in Vorderasien verbreitet.[1] Man kann zwei Varietäten unterscheiden.[1]

  - Sektion Stoechas Ging.:
    - Lavandula pedunculata (Mill.) Cav.: Die fünf Unterarten sind von Iberische Halbinsel über das nordwestliche Afrika und Ägäis bis in die Türkei verbreitet.[1]
    - Schopf-Lavendel (Lavandula stoechas L.): Er ist im Mittelmeerraum verbreitet.[1]
    - Lavandula viridis L'Hér.: Die Heimat ist das südliche Portugal und das südwestliche Spanien.[1]
- Untergattung Fabricia (Adams.) Upson & S.Andrews:
  - Sektion Pterostoechas Ging.:
    - Lavandula antineae Maire: Die Heimat sind die Gebirge der Sahara in Algerien, Niger, Sudan und Tschad.[1] Es gibt drei Unterarten.[1]
    - Lavandula bramwellii Upson & S.Andrews: Sie ist ein Endemit der Insel Gran Canaria.[1]
    - Lavandula buchii Webb & Berthel.: Sie ist ein Endemit der Insel Teneriffa.[1] Es können drei Varietäten unterschieden werden.[1]
    - Lavandula canariensis (L.) Mill.: Die sieben Unterarten kommen auf den Kanaren vor.[1]
    - Lavandula citriodora A.G.Mill.: Sie kommt nur auf der südwestlichen Arabischen Halbinsel vor.[1]
    - Lavandula coronopifolia Poir.: Das Verbreitungsgebiet reicht von den Kapverdischen Inseln bis zum südlichen Iran.[1]
    - Lavandula mairei Humbert: Die Heimat ist Marokko.[1] Man kann zwei Varietäten unterscheiden.[1]
    - Lavandula maroccana Murb.: Die Heimat ist Marokko.[1]
    - Lavandula minutolii Bolle: Es gibt zwei Varietäten:[1]
      - Lavandula minutolii Bolle var. minutolii: Dieser Endemit kommt nur im zentralen bis südlichen Gran Canaria vor.[1]
      - Lavandula minutolii var. tenuipinna Svent.: Dieser Endemit kommt nur im westlichen Teneriffa vor.[1]

    - Farnblättriger Lavendel (Lavandula multifida L.): Das Verbreitungsgebiet reicht vom südlichen Portugal über Spanien und Sizilien bis Süditalien und von Nordafrika bis zum nordöstlichen Sudan.[1]
    - Lavandula pinnata Lundmark: Sie kommt nur auf Madeira und Lanzarote vor.[1]
    - Lavandula pubescens Decne.: Das Verbreitungsgebiet reicht vom südöstlichen Mittelmeerraum bis zur westlichen Arabischen Halbinsel.[1]
    - Lavandula rejdalii Upson & Jury: Sie kommt nur im südlichen Marokko vor.[1]
    - Lavandula rotundifolia Benth.: Die Heimat sind die Kapverden.[1]
    - Lavandula saharica Upson & Jury: Die Heimat ist das südliche Algerien, das südliche Libyen und das südwestliche Ägypten.[1]
    - Lavandula tenuisecta Coss. ex Ball: Die Heimat ist Marokko.[1]

  - Sektion Subnudae Chaytor:
    - Lavandula aristibracteata A.G.Mill.: Dieser Endemit kommt nur im nördlichen Somalia vor.[1]
    - Lavandula dhofarensis A.G.Mill.: Dieser Endemit kommt nur im südlichen Oman vor.[1] Man kann zwei Unterarten unterscheiden.[1]
    - Lavandula galgalloensis A.G.Mill.: Dieser Endemit kommt nur im nördlichen Somalia vor.[1]
    - Lavandula macra Baker: Die Heimat ist das nördliche Somalia und die südliche Arabische Halbinsel.[1]
    - Lavandula nimmoi Benth. in A.P.de Candolle: Es ist ein Endemit der Insel Sokotra.[1]
    - Lavandula qishnensis Upson & S.Andrews: Dieser Endemit kommt nur im südöstlichen Jemen vor.[1]
    - Lavandula samhanensis Upson & S.Andrews: Dieser Endemit kommt nur im südlichen Oman vor.[1]
    - Lavandula setifera T.Anderson: Die Heimat ist das nordöstliche Somalia und der südliche Jemen.[1]
    - Lavandula somaliensis Chaytor: Dieser Endemit kommt nur im nördlichen Somalia vor.[1]
    - Lavandula subnuda Benth.: Die Heimat sind die Staaten der Arabischen Halbinsel am Persischen Golf und das nordöstliche Oman.[1]

  - Sektion Chaetostachys Benth.:
    - Lavandula bipinnata (Roth) Kuntze: Die Heimat ist Indien.[1]
    - Lavandula gibsonii J.Graham: Sie kommt nur im westlichen und südwestlichen Indien vor.[1]

  - Sektion Hasikenses Upson & S.Andrews:
    - Lavandula hasikensis A.G.Mill.: Dieser Endemit kommt nur im südlichen Oman vor.[1]
- Untergattung Sabaudia (Buscal. & Muschl.) Upson & S.Andrews:
  - Sektion Sabaudia (Buscal. & Muschl.) Upson & S.Andrews:
    - Lavandula atriplicifolia Benth.: Die Heimat ist Ägypten und die westliche Arabische Halbinsel.[1]
    - Lavandula erythraeae (Chiov.) Cufod.: Dieser Endemit kommt nur in Eritrea vor.[1]

## Ölgewinnung
Aus den Blütenständen mit Stängel wird Lavendelöl hergestellt. Siehe Hauptartikel → Echter Lavendel